# Auwers-Synthese
Die Auwers-Synthese oder Auwers-Flavonolsynthese ist eine Namensreaktion aus dem Bereich der organischen Chemie. Die Reaktion ist nach dem Chemiker Karl Friedrich von Auwers benannt, welcher diese 1908 erstmals publizierte.
Durch die Reaktion lassen sich Flavonole, eine Untergruppe der Flavonoide, aus Dibrom-Cumaronen darstellen.

## Reaktionsmechanismus
Zur Auwers-Flavonolsynthese liegen keine mechanistischen Untersuchungen vor. In der Literatur wird jedoch folgender Mechanismus vorgeschlagen:
Im ersten Reaktionsschritt bildet sich unter Abscheidung eines Bromid-Ions das Oxonium-Ion 2. Danach erfolgt die nukleophile Addition eines Hydroxid-Ions am Carbonylkohlenstoff. Das Zwischenprodukt 3 wird deprotoniert, wodurch es zur Ringöffnung kommt. Infolge einer intramolekularen Michael-Addition recyclisiert 4 zu 5. Im letzten Schritt geht das zweite Bromid-Ion ab, wodurch das Flavonol 6 entsteht.